# Merle Kilgore

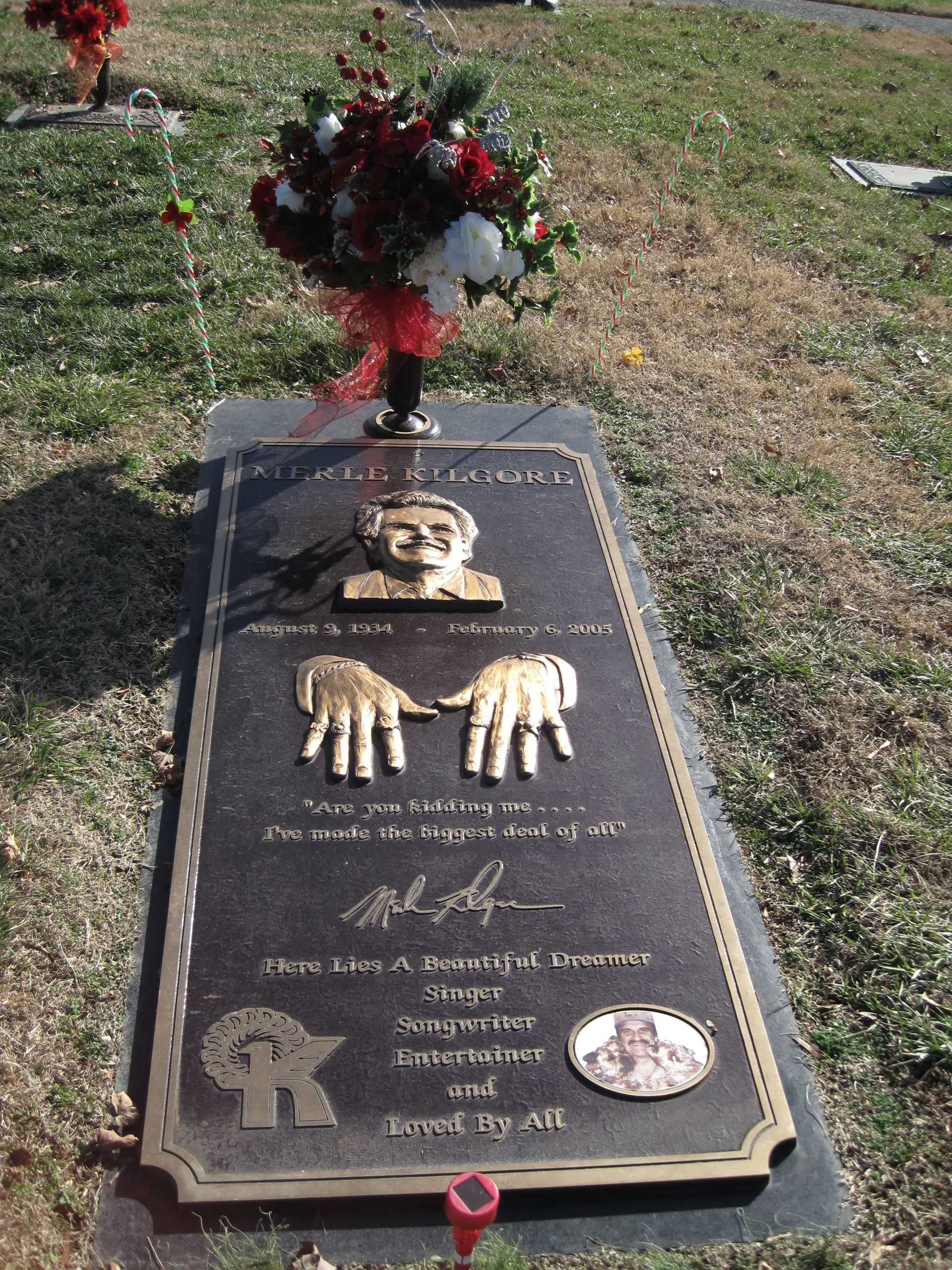

Merle Kilgore (Chickasha, 9 agosto 1934 – Messico, 6 febbraio 2005) è stato un cantante e manager statunitense.

## Biografia
Sebbene nato a Chickasha nell'Oklahoma, Merle Kilgore crebbe a Shreveport, in Louisiana.
Comincia la carriera all'età di 14 anni come cantante country ma ha un grande successo soprattutto come cantautore, scrivendo insieme a June Carter la canzone Ring of Fire, registrata prima da Anita Carter e in seguito dal marito di June Carter, Johnny Cash. Con Claude King scrisse anche Wolverton Mountain, che divenne un grande successo di King.
Nel 1998 Kilgore venne introdotto nella Nashville Songwriters Hall of Fame.
Nel 2005 morì in Messico per insufficienza cardiaca mentre riceveva un trattamento per un carcinoma del polmone e fu sepolto ad Hendersonville (Tennessee).